# Mariateresa Vivaldini
Mariateresa Vivaldini (ur. 22 listopada 1967 w Brescii) – włoska polityk i samorządowiec, posłanka do Parlamentu Europejskiego X kadencji.

## Życiorys
Od lat 80. zawodowo związana z sektorem rolniczym. W 2021 ukończyła studia z nauk politycznych i stosunków międzynarodowych na Uniwersytecie w Maceracie. Była związana z partią Forza Italia, później dołączyła do ugrupowania Bracia Włosi. W 2004 została radną gminy Pavone del Mella, w tym samym roku objęła funkcję asesora w gminnej egzekutywie, a w 2009 powołano ją dodatkowo na stanowisko wiceburmistrza. W 2014 i 2019 była wybierana na urząd burmistrza tej miejscowości na pięcioletnie kadencje. Zasiadała również w radzie prowincji Brescia. W latach 2010–2014 pełniła funkcję asesora we władzach wykonawczych tej prowincji. W wyborach w 2024 uzyskała mandat posłanki do Parlamentu Europejskiego X kadencji.